# En bordée
En bordée è un film del 1931 diretto da Joe Francis e Henry Wulschleger.

## Trama
Un comandante per celebrare il matrimonio di sua figlia, organizza il ricevimento sul suo incrociatore. I marinai Cartahu e Bailladrisse vengono inviati dal comandante per cercare la valigia di un invitato, I due marinai vanno di albergo in albergo sotto la pioggia ma perdono sia i vestiti che la valigia.